# Säljbrev
Säljbrev är ett alternativ till traditionell försäljning och även ett komplement. Syftet är att hålla kontakten med sina kunder eller att värva nya kunder. Att skicka ut ett säljbrev kan vara ett bra och kostnadseffektivt sätt att skaffa nya affärer. I säljbrevet presenteras ofta ett definierat erbjudande riktat till en specifik målgrupp. Ett säljbrev följs ofta upp av en försäljare genom till exempel ett telefonsamtal till mottagaren.